# Prepona domna
Prepona domna är en fjärilsart som beskrevs av Hans Fruhstorfer 1916. Prepona domna ingår i släktet Prepona och familjen praktfjärilar. Inga underarter finns listade i Catalogue of Life.